# Kalthausen (Leisnig)
Kalthausen ist ein Ortsteil der Stadt Leisnig im Landkreis Mittelsachsen. 1925 hatte der Ort 46 Einwohner. 1936 wurde er nach Zschockau eingemeindet, 1965 gehörte er zu Polkenberg, 1999 zu Bockelwitz, 2012 ging er mit diesem nach Leisnig.

## Geschichte
1548 nennt das Amtserbbuch Leisnig zu Kalthausen „5 besessene Mann, darunter 3 Gärtner, die sind alle Balthasar von Arras lehen- und zinsbar mit 4 Hufen; die haben vormals zum Vorwerk gehört, sind aber vererbt worden; diese Hufen verdient jetzt der von Arras mit seinen Ritterdiensten“.
Das Obergericht gehörte ins Amt Leisnig, das Erbgericht Balthasar von Arras (Sitz in Marschwitz). Gepfarrt war der Ort nach Altleisnig.